# Tour of California 2019
Il Tour of California 2019, quattordicesima edizione della corsa e valido come ventiquattresima prova dell'UCI World Tour 2019 categoria 2.UWT, si svolse in sette tappe dal 12 al 18 maggio 2019 su un percorso di 1 253 km, con partenza da Sacramento e arrivo a Pasadena, in California (Stati Uniti d'America). La vittoria fu appannaggio dello sloveno Tadej Pogačar, il quale completò il percorso in 32h55'12", alla media di 38,062 km/h, precedendo il colombiano Sergio Higuita e il danese Kasper Asgreen.
Sul traguardo di Pasadena 112 ciclisti, su 132 partiti da Sacramento, portarono a termine la competizione.

## Tappe
| Tappa  | Data      | Percorso                                    | km    | Vincitore di tappa  | Leader cl. generale |
| ------ | --------- | ------------------------------------------- | ----- | ------------------- | ------------------- |
| 1ª     | 12 maggio | Sacramento > Sacramento                     | 143   | Peter Sagan         | Peter Sagan         |
| 2ª     | 13 maggio | Rancho Cordova > South Lake Tahoe           | 214,5 | Kasper Asgreen      | Tejay van Garderen  |
| 3ª     | 14 maggio | Stockton > Morgan Hill                      | 208   | Rémi Cavagna        | Tejay van Garderen  |
| 4ª     | 15 maggio | WeatherTech Raceway Laguna Seca > Morro Bay | 214,5 | Fabio Jakobsen      | Tejay van Garderen  |
| 5ª     | 16 maggio | Pismo Beach > Ventura                       | 219,5 | Iván García Cortina | Tejay van Garderen  |
| 6ª     | 17 maggio | Ontario > Monte San Antonio                 | 127,5 | Tadej Pogačar       | Tadej Pogačar       |
| 7ª     | 18 maggio | Santa Clarita > Pasadena                    | 126   | Cees Bol            | Tadej Pogačar       |
| Totale | Totale    | Totale                                      | 1 253 |                     |                     |

## Squadre e corridori partecipanti
| N.    | Cod. | Squadra                    |
| ----- | ---- | -------------------------- |
| 1-7   | INS  | Team Ineos                 |
| 11-17 | EF1  | EF Education First         |
| 21-27 | TJV  | Team Jumbo-Visma           |
| 31-37 | UAD  | UAE Team Emirates          |
| 41-47 | TFS  | Trek-Segafredo             |
| 51-56 | TBM  | Bahrain-Merida             |
| 61-67 | RLY  | Rally UHC Cycling          |
| 71-77 | TKA  | Team Katusha Alpecin       |
| 81-87 | COF  | Cofidis, Solutions Crédits |
| 91-97 | DQT  | Deceuninck-Quick-Step      |

| N.      | Cod. | Squadra                |
| ------- | ---- | ---------------------- |
| 101-107 | AST  | Astana Pro Team        |
| 111-117 | BOH  | Bora-Hansgrohe         |
| 121-127 | CPT  | CCC Team               |
| 131-137 | TDD  | Team Dimension Data    |
| 141-147 | SUN  | Team Sunweb            |
| 151-157 | ICA  | Israel Cycling Academy |
| 161-167 | HBA  | Hagens Berman Axeon    |
| 171-177 | TNN  | Team Novo Nordisk      |
| 181-187 | USA  | Stati Uniti            |

## Dettagli delle tappe

### 1ª tappa
- 12 maggio: Sacramento > Sacramento – 143 km

Risultati
| Pos. | Corridore     | Squadra     | Tempo    |
| ---- | ------------- | ----------- | -------- |
| 1    | Peter Sagan   | Bora        | 3h14'10" |
| 2    | Travis McCabe | Stati Uniti | s.t.     |
| 3    | Max Walscheid | Sunweb      | s.t.     |

| Pos. | Corridore     | Squadra     | Tempo    |
| ---- | ------------- | ----------- | -------- |
| 1    | Peter Sagan   | Bora        | 3h14'00" |
| 2    | Travis McCabe | Stati Uniti | a 4"     |
| 3    | Max Walscheid | Sunweb      | a 6"     |

### 2ª tappa
- 13 maggio: Rancho Cordova > South Lake Tahoe – 214,5 km

Risultati
| Pos. | Corridore          | Squadra     | Tempo    |
| ---- | ------------------ | ----------- | -------- |
| 1    | Kasper Asgreen     | Deceuninck  | 6h17'11" |
| 2    | Tejay van Garderen | Educ. First | s.t.     |
| 3    | Gianni Moscon      | Ineos       | a 4"     |

| Pos. | Corridore          | Squadra     | Tempo    |
| ---- | ------------------ | ----------- | -------- |
| 1    | Tejay van Garderen | Educ. First | 9h31'19" |
| 2    | Gianni Moscon      | Ineos       | a 6"     |
| 3    | Kasper Asgreen     | Deceuninck  | a 7"     |

### 3ª tappa
- 14 maggio: Stockton > Morgan Hill – 208 km

Risultati
| Pos. | Corridore     | Squadra    | Tempo    |
| ---- | ------------- | ---------- | -------- |
| 1    | Rémi Cavagna  | Deceuninck | 5h44'22" |
| 2    | Ben King      | Dimension  | a 7'11"  |
| 3    | Simon Geschke | CCC        | s.t.     |

| Pos. | Corridore          | Squadra     | Tempo     |
| ---- | ------------------ | ----------- | --------- |
| 1    | Tejay van Garderen | Educ. First | 15h23'28" |
| 2    | Gianni Moscon      | Ineos       | a 6"      |
| 3    | Kasper Asgreen     | Deceuninck  | a 7"      |

### 4ª tappa
- 15 maggio: WeatherTech Raceway Laguna Seca > Morro Bay – 214,5 km

Risultati
| Pos. | Corridore        | Squadra    | Tempo    |
| ---- | ---------------- | ---------- | -------- |
| 1    | Fabio Jakobsen   | Deceuninck | 5h53'22" |
| 2    | Jasper Philipsen | UAE        | s.t.     |
| 3    | Peter Sagan      | Bora       | s.t.     |

| Pos. | Corridore          | Squadra     | Tempo     |
| ---- | ------------------ | ----------- | --------- |
| 1    | Tejay van Garderen | Educ. First | 21h16'50" |
| 2    | Gianni Moscon      | Ineos       | a 6"      |
| 3    | Kasper Asgreen     | Deceuninck  | a 7"      |

### 5ª tappa
- 16 maggio: Pismo Beach > Ventura – 219,5 km

Risultati
| Pos. | Corridore           | Squadra      | Tempo    |
| ---- | ------------------- | ------------ | -------- |
| 1    | Iván García Cortina | Bahrain-Mer. | 4h56'11" |
| 2    | Maximiliano Richeze | Deceuninck   | s.t.     |
| 3    | Sergio Higuita      | Educ. First  | s.t.     |

| Pos. | Corridore          | Squadra     | Tempo     |
| ---- | ------------------ | ----------- | --------- |
| 1    | Tejay van Garderen | Educ. First | 26h13'01" |
| 2    | Kasper Asgreen     | Deceuninck  | a 4"      |
| 3    | Gianni Moscon      | Ineos       | a 6"      |

### 6ª tappa
- 17 maggio: Ontario > Monte San Antonio – 127,5 km

Risultati
| Pos. | Corridore      | Squadra     | Tempo    |
| ---- | -------------- | ----------- | -------- |
| 1    | Tadej Pogačar  | UAE         | 3h48'49" |
| 2    | Sergio Higuita | Educ. First | s.t.     |
| 3    | George Bennett | Jumbo       | a 5"     |

| Pos. | Corridore      | Squadra     | Tempo     |
| ---- | -------------- | ----------- | --------- |
| 1    | Tadej Pogačar  | UAE         | 30h01'56" |
| 2    | Sergio Higuita | Educ. First | a 16"     |
| 3    | Kasper Asgreen | Deceuninck  | a 20"     |

### 7ª tappa
- 18 maggio: Santa Clarita > Pasadena – 126 km

Risultati
| Pos. | Corridore        | Squadra | Tempo    |
| ---- | ---------------- | ------- | -------- |
| 1    | Cees Bol         | Sunweb  | 2h53'16" |
| 2    | Peter Sagan      | Bora    | s.t.     |
| 3    | Jasper Philipsen | UAE     | s.t.     |

| Pos. | Corridore      | Squadra     | Tempo     |
| ---- | -------------- | ----------- | --------- |
| 1    | Tadej Pogačar  | UAE         | 32h55'12" |
| 2    | Sergio Higuita | Educ. First | a 16"     |
| 3    | Kasper Asgreen | Deceuninck  | a 17"     |

## Evoluzione delle classifiche
| Tappa              | Vincitore           | Classifica generale Maglia gialla | Classifica a punti Maglia verde | Classifica scalatori Maglia a pois | Classifica giovani Maglia bianca | Premio combattività Maglia azzurra | Classifica a squadre |
| ------------------ | ------------------- | --------------------------------- | ------------------------------- | ---------------------------------- | -------------------------------- | ---------------------------------- | -------------------- |
| 1ª                 | Peter Sagan         | Peter Sagan                       | Peter Sagan                     | non assegnata                      | Tyler Stites                     | Charles Planet                     | Team Ineos           |
| 2ª                 | Kasper Asgreen      | Tejay van Garderen                | Kasper Asgreen                  | Davide Ballerini                   | Tadej Pogačar                    | Evan Huffman                       | EF Education First   |
| 3ª                 | Rémi Cavagna        | Tejay van Garderen                | Kasper Asgreen                  | Alex Hoehn                         | Tadej Pogačar                    | Rémi Cavagna                       | EF Education First   |
| 4ª                 | Fabio Jakobsen      | Tejay van Garderen                | Peter Sagan                     | Alex Hoehn                         | Tadej Pogačar                    | Michael Hernandez                  | EF Education First   |
| 5ª                 | Iván García Cortina | Tejay van Garderen                | Kasper Asgreen                  | Davide Ballerini                   | Tadej Pogačar                    | Matteo Badilatti                   | EF Education First   |
| 6ª                 | Tadej Pogačar       | Tadej Pogačar                     | Kasper Asgreen                  | Davide Ballerini                   | Tadej Pogačar                    | Mikkel Bjerg                       | EF Education First   |
| 7ª                 | Cees Bol            | Tadej Pogačar                     | Kasper Asgreen                  | Davide Ballerini                   | Tadej Pogačar                    | Alex Hoehn                         | EF Education First   |
| Classifiche finali | Classifiche finali  | Tadej Pogačar                     | Kasper Asgreen                  | Davide Ballerini                   | Tadej Pogačar                    | non assegnato                      | EF Education First   |

## Classifiche finali

### Classifica generale - Maglia gialla
| Pos. | Corridore           | Squadra     | Tempo     |
| ---- | ------------------- | ----------- | --------- |
| 1    | Tadej Pogačar       | UAE         | 32h55'12" |
| 2    | Sergio Higuita      | Educ. First | a 16"     |
| 3    | Kasper Asgreen      | Deceuninck  | a 17"     |
| 4    | George Bennett      | Jumbo       | a 29"     |
| 5    | Richie Porte        | Trek        | a 41"     |
| 6    | Simon Špilak        | Katusha     | a 1'03"   |
| 7    | Jesper Hansen       | Cofidis     | a 1'18"   |
| 8    | Felix Großschartner | Bora        | s.t.      |
| 9    | Tejay van Garderen  | Educ. First | a 1'22"   |
| 10   | Max. Schachmann     | Bora        | a 1'23"   |

### Classifica a punti - Maglia verde
| Pos. | Corridore        | Squadra     | Punti |
| ---- | ---------------- | ----------- | ----- |
| 1    | Kasper Asgreen   | Deceuninck  | 40    |
| 2    | Peter Sagan      | Bora        | 36    |
| 3    | Sergio Higuita   | Educ. First | 29    |
| 4    | Jasper Philipsen | UAE         | 28    |
| 5    | Tadej Pogačar    | UAE         | 25    |

### Classifica scalatori - Maglia a pois
| Pos. | Corridore        | Squadra     | Punti |
| ---- | ---------------- | ----------- | ----- |
| 1    | Davide Ballerini | Astana      | 51    |
| 2    | Alex Hoehn       | Stati Uniti | 35    |
| 3    | Rémi Cavagna     | Deceuninck  | 31    |
| 4    | Sergio Higuita   | Educ. First | 20    |
| 5    | Tadej Pogačar    | UAE         | 15    |

### Classifica giovani - Maglia bianca
| Pos. | Corridore       | Squadra     | Tempo     |
| ---- | --------------- | ----------- | --------- |
| 1    | Tadej Pogačar   | UAE         | 32h55'12" |
| 2    | Sergio Higuita  | Educ. First | a 16"     |
| 3    | João Almeida    | Hagens      | a 12'33"  |
| 4    | Edward Anderson | Hagens      | a 29'19"  |
| 5    | Alex Hoehn      | Stati Uniti | a 39'03"  |

### Classifica a squadre
| Pos. | Squadra                    | Tempo     |
| ---- | -------------------------- | --------- |
| 1    | EF Education First         | 98h49'34" |
| 2    | Cofidis, Solutions Crédits | a 2'35"   |
| 3    | Rally UHC Cycling          | a 4'11"   |
| 4    | Astana Pro Team            | a 4'28"   |
| 5    | UAE Team Emirates          | a 13'01"  |